# Adenia dinklagei
Adenia dinklagei är en passionsblomsväxtart som beskrevs av John Hutchinson och Dalz.. Adenia dinklagei ingår i släktet Adenia och familjen passionsblomsväxter. Inga underarter finns listade i Catalogue of Life.